# Ligne Clermont-Ferrand - Aurillac

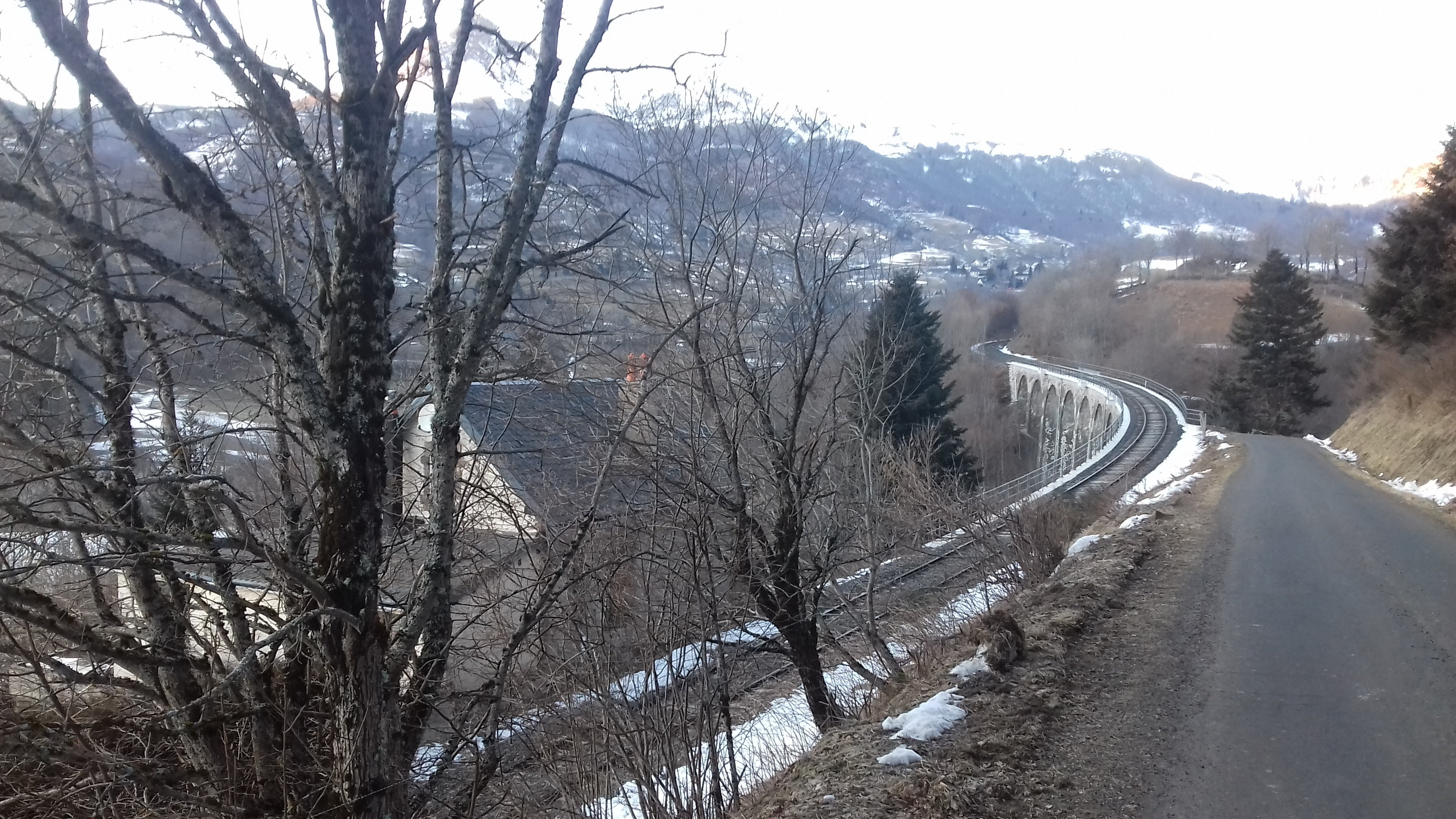
Le viaduc de Delbarat et la halte ferroviaire de Saint-Jacques-des-Blats

La ligne Clermont-Ferrand - Aurillac est une relation commerciale ferroviaire entre la gare de Clermont-Ferrand et la gare d'Aurillac. C'est une ligne locale qui traverse les Monts du Cantal et relie ces deux villes de la région d'Auvergne.
Elle emprunte les sections de lignes suivantes :
- La section Clermont-Ferrand - Arvant de la ligne de Saint-Germain-des-Fossés à Nîmes-Courbessac
- La section Arvant - Aurillac de la ligne de Figeac à Arvant.

## Histoire

### La construction
Le tracé par la gare de Neussargues et le tunnel du Lioran a été commencé par la Compagnie du chemin de fer Grand-Central de France et terminé par la Compagnie du chemin de fer de Paris à Orléans.

### Itinéraires
- Clermont-Ferrand - Neussargues -  Aurillac - Figeac - Toulouse-Matabiau
- Neussargues - Saint-Flour - Saint-Chély-d'Apcher - Millau - Béziers
- Neussargues - Bort-les-Orgues.

### La traction
Au début des années 2000, un projet d'électrification en 25 Kv 50 Hz a été étudié entre Clermont-Ferrand et Neussargues en 2 phases : Clermont-Issoire et Issoire-Neussargues, afin de joindre en traction électrique la ligne des Causses (à réelectrifier en 25 Kv 50 hz). Les travaux préliminaires avaient même commencé sur le tronçon Clermont-Issoire. Mais avec les changements politiques le projet fut abandonné. Toutefois, le tronçon Clermont-Issoire est électrifié en 25 Kv 50 Hz, entre Clermont-Ferrand (ville) et Clermont-La Pardieu, uniquement sur la voie 1.

### Le matériel roulant

#### En service en 2006

##### Matériel automoteur
- Autorails X 2100
- Autorails X 2800
- Autorails X 4300
- Autorails X 4500
- Autorails X 4630
- Autorails X 4750
- Automoteurs X 72500
- Autorails X 73500
- Autorails XGC X 76500
- Automotrices ZGC Z 27500

##### Locomotives pour rames tractées
- BB 67400

#### Matériel vapeur historique
- 141 TA

## Les gares
- Gare de Clermont-Ferrand correspondances vers Vichy, Moulins, Roanne, Montluçon, Lyon et Paris
- Gare de Clermont-La Pardieu
- Issoire
- Brassac
- Lempdes-sur-Allagnon (arrêt spécial)
- Gare d'Arvant correspondances vers Le Puy et Nîmes
- Blesle (désaffecté)
- Gare de Massiac-Blesle
- Gare de Neussargues correspondances vers Millau et Béziers
- Gare de Murat
- Gare du Lioran
- Saint-Jacques-des-Blats (arrêt spécial)
- Thiézac (arrêt spécial)
- Gare de Vic-sur-Cère
- Polminhac (arrêt spécial)
- Yolet (désaffecté)
- Arpajon-sur-Cère (désaffecté)
- Gare d'Aurillac correspondances vers Brive et Toulouse.

## Les principaux ouvrages d'art
- Tunnel du Lioran